# Xoài Cogshall

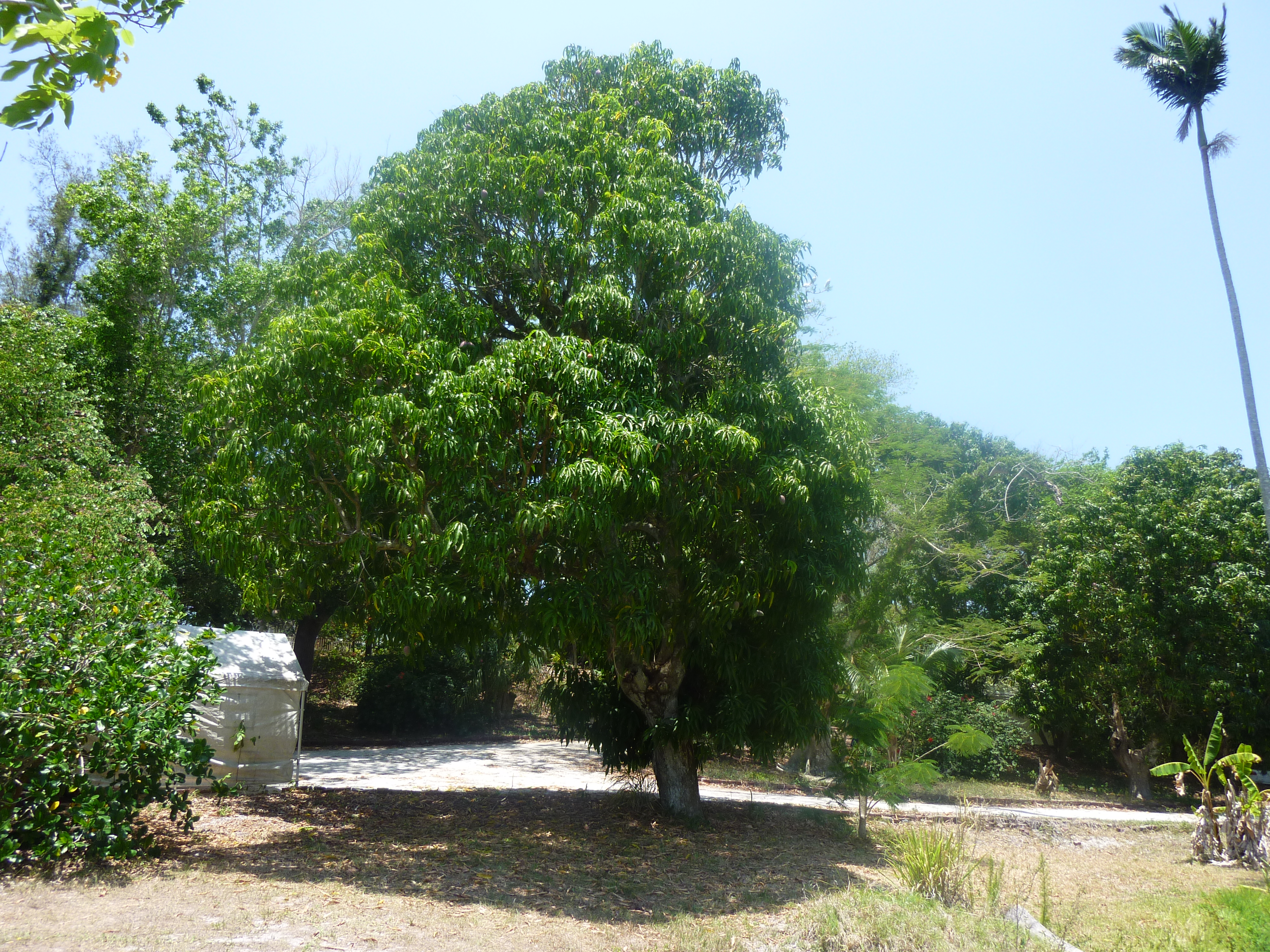
Cây 'Cogshall' mọc trên khu đất cũ của Frank Adams trên Đảo thông ở Bokeelia, Florida,

Xoài ' Cogshall' là tên một giống xoài bắt nguồn từ phía tây nam Florida.

## Lịch sử
Cây ban đầu mọc lên từ một hạt giống được trồng ở Đảo thông, Florida. Trong nhiều thập kỷ, nguồn gốc của Cogshall vẫn chưa được biết, tuy nhiên một phân tích phả hệ năm 2005 ước tính rằng Haden là giống cha mẹ của chúng. Cây ra quả đầu tiên vào những năm 1940 và vào năm 1950, một mẫu vật được trồng để quan sát tại Trung tâm Giáo dục và Nghiên cứu Nhiệt đới (TREC) của Đại học Florida ở Homestead, Florida. Sau đó, một số cây ghép khác đã được trồng vào năm 1956, quả đã được gửi tới Diễn đàn Xoài Florida. Mặc dù có đặc điểm là một quả để ăn uống tốt, màu sắc thu hút và khả năng kháng bệnh, giống cây này đã không trở thành một loại xoài thích nghi thương mại phổ biến do thịt mềm và vỏ mỏng. Tuy nhiên, Cogshall bắt đầu nhận được sự chú ý sau khi được các nhà trồng trọt như Tiến sĩ Richard Campbell của Vườn bách thảo nhiệt đới Fairchild khuyên dùng. Kể từ đó, nó đã trở thành một cây giống được trồng phổ biến hơn ở Florida do thói quen tăng trưởng nhỏ của nó.
Cây Cogshall được trồng trong các bộ sưu tập của USDA tại kho tế bào mầmở Miami, Florida, và  Công viên trái cây và gia vị Miami-Dade.

## Miêu tả

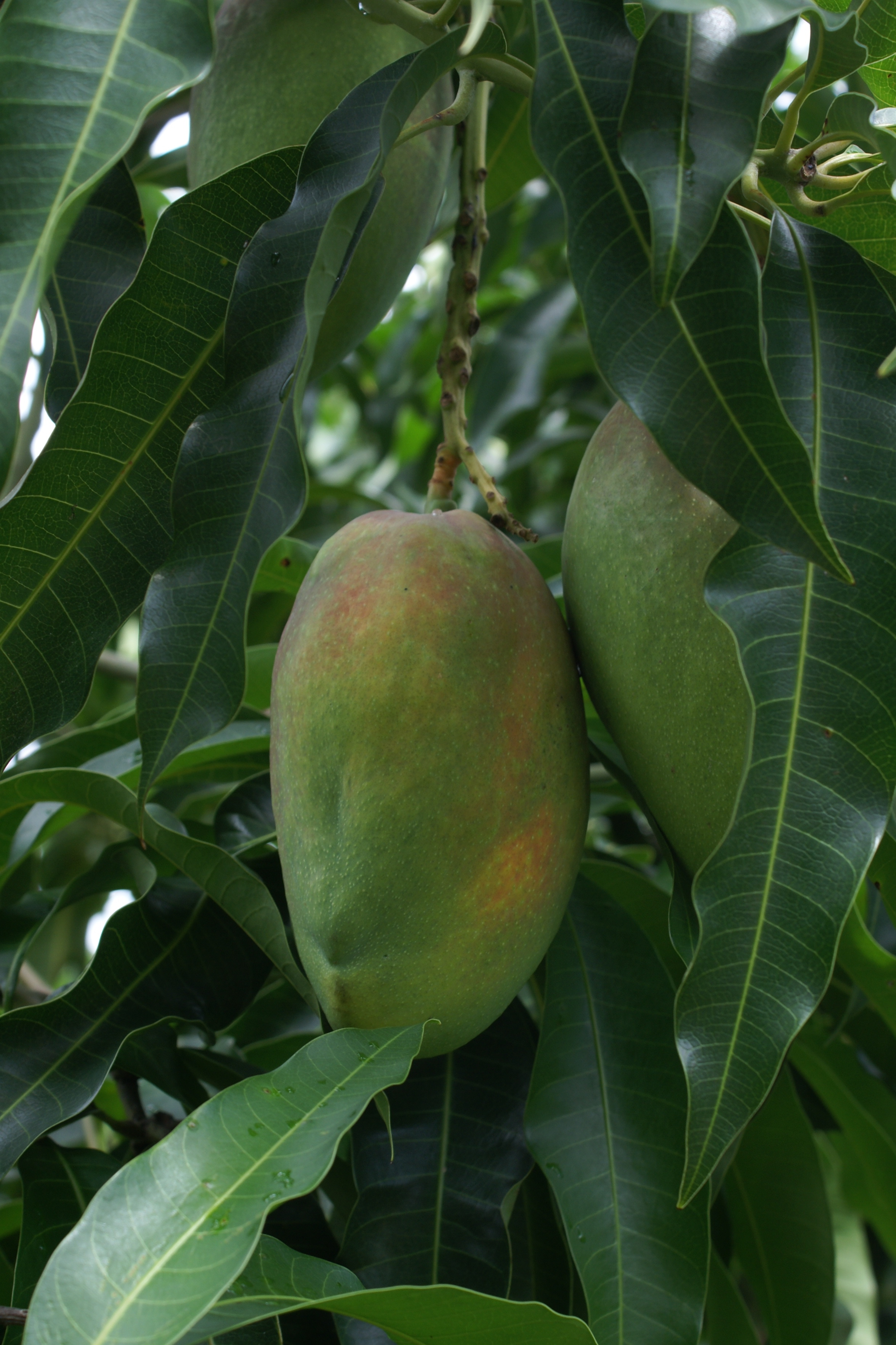
Xoài Cogshall ở đảo Reunion

Quả có hình thuôn và trung bình chỉ dưới một pound trọng lượng. Khi trưởng thành, nó có màu nền vàng với màu đỏ thẫm đáng kể bao phủ da. Thịt không có chất xơ, mềm và ngon ngọt, thịt có màu vàng và hương vị ngọt ngào, chứa một hạt đơn phôi. Quả chín từ tháng 6 đến tháng 7 ở Florida.
Cây được chú ý vì thói quen sinh trưởng nhỏ, do có các nhánh ngắn hơn đáng kể so với các cây xoài khác. Cây có thể phát triển trên 20 feet nếu chúng được phép làm như vậy, nhưng thường được giữ tốt ở độ cao dưới 10 feet với việc cắt tỉa thường xuyên. Cây vẫn duy trì năng suất ở độ cao này và được một số người coi là xoài "lùn", thích hợp cho việc trồng trong các thùng chứa.